# Eberhard Schilken
Eberhard Schilken (* 6. Februar 1945 in Seligenstadt) ist ein deutscher Jurist und ehemaliger Professor.

## Leben
Nach dem Abitur am Görres-Gymnasium 1964 in Koblenz studierte Schilken bis 1968 die Rechtswissenschaften an der Universität Bonn, wo er 1969 sein Erstes Juristisches Staatsexamen ablegte. In seiner anschließenden Referendarszeit im Bezirk des OLG Köln war er gleichzeitig als wissenschaftlicher Mitarbeiter an der Universität Bonn unter Hans Friedhelm Gaul tätig. Nach seinem Zweiten Staatsexamen 1973 war er bis zu seiner Habilitation im Juli 1981 als wissenschaftlicher Assistent am dortigen Institut für Zivilprozessrecht tätig. Bereits 1975 promovierte er ebenfalls dort zum Dr. jur.
Gleich im Semester nach seiner Habilitation übernahm Schilken eine Professur an der Universität zu Köln. Diese Tätigkeit war jedoch nur von kurzer Dauer; bereits zum Sommersemester 1982 wechselte er an die Universität Osnabrück, wo er bis 1993 zum Direktor des dortigen Instituts für Verfahrensrecht und Verfahrensvergleichung aufstieg und 1991 Dekan der Rechtswissenschaftlichen Fakultät war. Zum Wintersemester 1993/94 nahm Schilken einen Ruf seiner alma mater aus Bonn an, wo er bis zu seiner Emeritierung im Jahre 2010 Direktor des Instituts für Zivilprozessrecht war. 1997 war er Dekan der dortigen Rechts- und Staatswissenschaftlichen Fakultät. Auch nach seiner Emeritierung forscht Schilken weiter zu seinen Hauptarbeitsgebieten, dem Bürgerlichen Recht, dem Gerichtsverfassungsrecht, dem Zivilprozessrecht, dem Zwangsvollstreckungsrecht und dem Insolvenzrecht. Zudem lehrt er noch an der Management-Akademie der Sparkassen-Finanzgruppe.
Eberhard Schilken ist verheiratet und Vater zweier Töchter (geboren 1972 und 1975).